# Rhein-Hunsrück-Kreis
Rhein-Hunsrück-Kreis är ett distrikt (Landkreis) i centrala delen av det tyska förbundslandet Rheinland-Pfalz. Distriktet är uppkallat efter floden Rhen och bergsområdet Hunsrück som ligger här.
Frankfurt-Hahns flygplats ligger i västra delen av distriktet.
Distriktet har uppmärksammats för att sedan slutet av 1990-talet ha genomfört en målmedveten satsning på lokalt producerad energi med bland annat 279 vindkraftverk, 17 lokala fliseldade fjärrvärmeanläggningar och ett stort antal solpaneler. Man anger sig redan nu (2022) ha uppnått målet om nettonollutsläpp av koldioxid som Tyskland förbundit sig att uppnå 2045.